# Ricardo, 1.º Conde da Cornualha
Ricardo da Cornualha (Winchester, 5 de janeiro de 1209 – Berkhamsted, 2 de abril de 1272) foi Rei dos Romanos de 1257 até sua morte, e também Conde de Poitou e 1.º Conde da Cornualha. Foi um dos homens mais ricos da Europa em seu tempo, também sendo cruzado, alcançado sucesso como negociador na libertação de prisioneiros, e ajudando na construção da cidadela de Ascalão.

## Biografia
Foi feito conde da Cornualha em 1227, tendo ficado conhecido por este título, apesar de em Janeiro de 1257 ter sido eleito Rei dos Romanos fora dos muros de Frankfurt pelos bispos de Colónia e de Mogúncia, o Eleitorado do Palatinato, o rei da Boémia Otacar II da Boêmia. Foi coroado como rei pelo arcebispo de Colónia e Aachen em maio desse ano.
Ricardo ostentou o título de Rei dos Romanos até à sua morte, nunca tendo no entanto e um poder total sobre a Alemanha. Foi dono do Castelo de Wallingford, onde gastou uma fortuna nos arranjos que mandou fazer.
Tendo ficado novamente viúvo, em 1261, voltou a casar-se na cidade alemã de Kaiserslautern, no dia 16 de Junho de 1269, com Beatriz de Falkemburgo. Não tendo descendência deste matrimónio.
Ricardo veio a morrer no Castelo de Berkhamstead, Herfordshire, em 2 de Abril de 1272. Foi sepultado na Abadía de Hayles, que tinha sido por si fundada.

## Relações familiares
Casou em Fawley, no dia 13 de Março de 1231 com Isabel Marshal, filha de Guilherme Marechal, 1.º Conde de Pembroke, de quem teve:
1. João (1232 -1233).
2. Isabel (1233 - 1234).
3. Henrique (2 de novembro de 1235 – 13 de março de 1271), foi casado com Constança de Moncada, condessa de Bigorre (? - 1310).
4. Nicolau (15 de janeiro de 1240).

Depois da morte da sua 1º esposa em consequência de problemas relacionados com o parto do último filho, volta a casar-se, desta feita na Abadia de Westminster, no dia 23 de Novembro de 1243, com Sancha de Provença, que era cunhada do seu irmão, o rei Henrique III de Inglaterra.Deste casamento nasceram:
1. Ricardo (1246).
2. Edmundo (26 de dezembro de 1249 - 1 de outubro de 1300). Foi sucessor de seu pai como conde da Cornualha em 1272. Casou com Margarida de Clare (1249 - 1313). Este matrimónio foi no entanto anulado em 1294.

Em 16 de junho de 1269, se casou com Beatriz de Falkemburgo, em Kaiserslautern, porém, não teve filhos com ela.